# 고디바

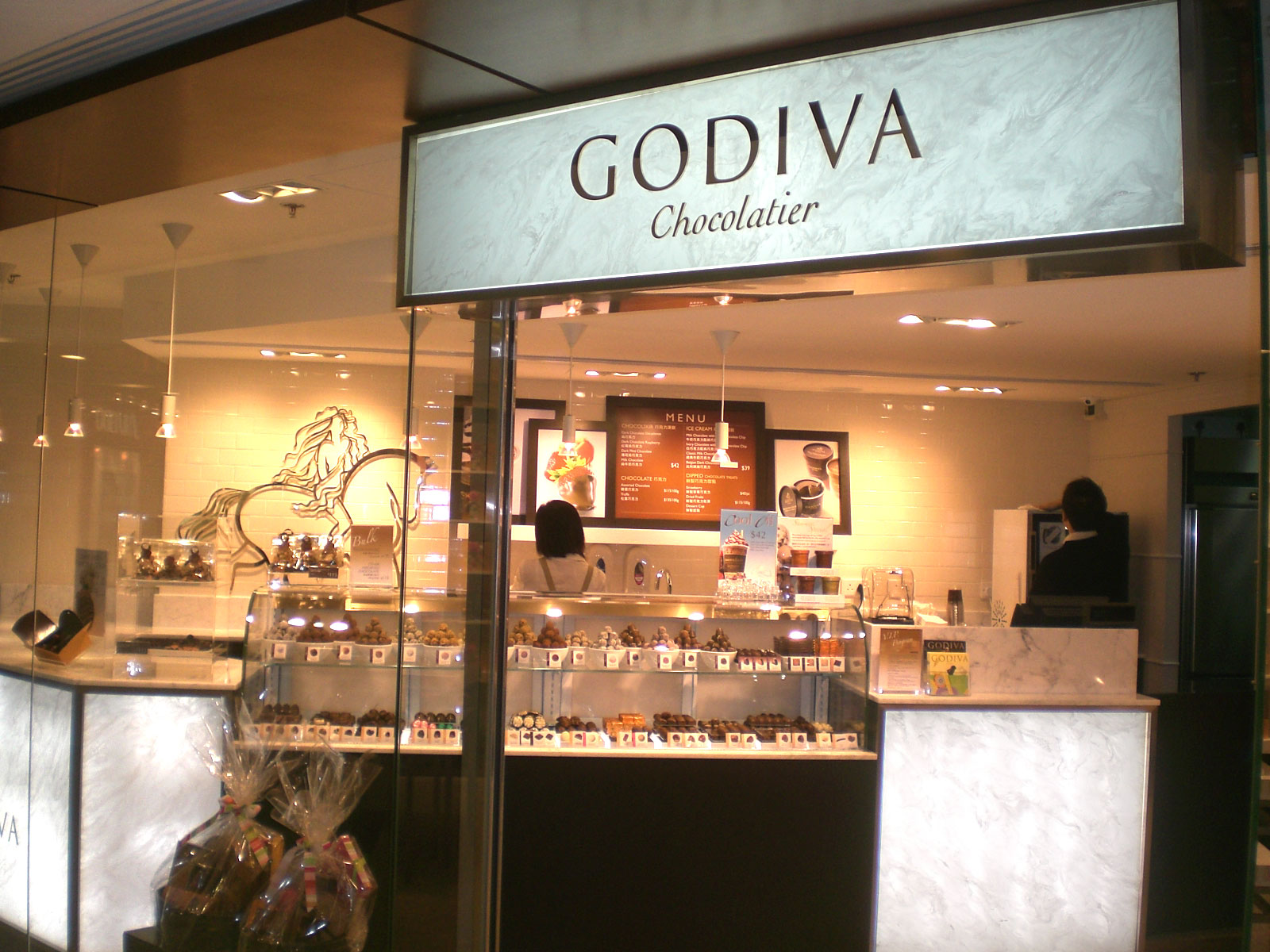
홍콩의 고디바 지점

고디바(Godiva)는 요셉 드랍스가 1926년 벨기에에서 설립한 세계적인 명품 초콜릿 브랜드이다. 초콜릿 외에도 트뤼플, 코코아, 비스킷,
코코아 음료, 맛이 가미된 커피 등 초콜릿 관련 제품들을 판매한다. 고디바는 발렌타인데이나 크리스마스와 같은 특별한 날이나 시즌마다 한정판 컬렉션을 내 놓는다. 고디바 특유의 황금상자 박스는 명품 초콜릿에 걸맞은 고급스러운 포장으로 그 품위를 더 높여준다.

## 역사
- 1926년 벨기에 브뤼셀에서 "Chocolaterie Draps"라는 이름으로 드랍스가의 가업으로 시작됨.[2]
- 요셉 드랍스가 더 고급화된 초콜릿을 제조하고자 브뤼셀의 역사적인 Grand Place에 첫 번째 가게를 오픈.
- 1958년 프랑스, 파리에 벨기에 밖의 첫 번째 가게를 오픈.[2]
- 1966년 미국의 Campbell's회사에서 고디바의 지분 1/3을 이수하면서 미국의 고품격 백화점으로 입점.[3]
- 1968년 미국에 공장을 세우고 벨기에 레시피를 가지고 미국 국내생산 시작.[3]
- 1978년 뉴욕, 5th avenue에 북미 첫 고디바 샵 오픈.
- 2008년 터키의 Ulker 그룹을 소유하고 있는 Yildiz Holdings A.S.사가 Campbell's로부터 $850억에 회사를 인수.[4]

## 이름의 유래

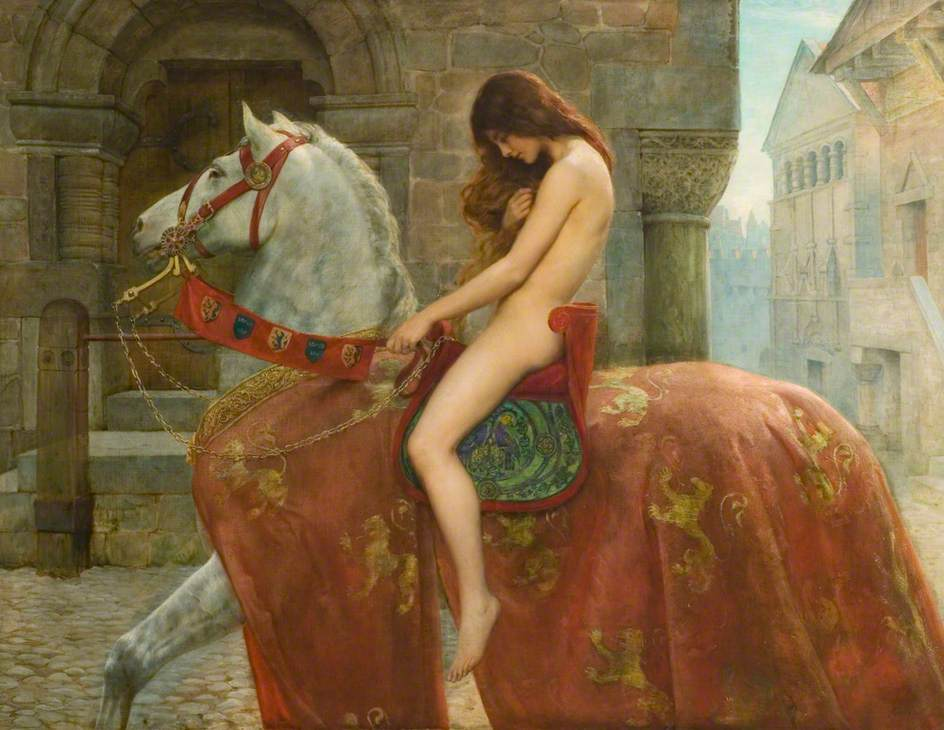
《고다이바 부인》, 존 콜리어

고다이바 부인의 이름을 따서 회사 이름을 지었다. 고다이바 부인은 11세기경 영국의 코번트리 지역을 통치하고 있던 레오프릭(Leofric)의 아내였다. 전설에 따르면 남편이 터무니 없이 높은 세금을 책정하여 백성들이 힘들어 하는 모습을 딱히여긴 고다이바 부인이 세금을 낮추어달라고 요청하였으나 남편은 계속 거절하였다. 끝내 남편은 만약 고다이바 부인이 알몸으로 말을 타고 마을을 행진하면 세금을 낮추겠다고 말했다. 고다이바 부인은 코번트리의 백성들을 위해서 실오라기 하나 걸치지 않은 채 알몸으로 마을을 행진하였다. 하지만 행진 때 마을 사람들은 고다이바 부인을 위하여 한 명도 길에 나오지 않았으며 다들 창문을 닫고 커튼을 치고 있었다. 후에 고다이바 부인은 유럽 전 지역에서 유명해 지게 되었고 연극, 음악, 미술 등 예술계에서도 그녀를 모티브로 딴 작품이 많이 생겨났다.

## 대표 상품

#### 트뤼프(Truffe)
가운데에는 아몬드, 개암 같은 견과류나 과일맛, 커피맛의 크림을 넣고 초콜릿을 원형으로 몰딩한 종류이다. 고디바의 대표적인 트뤼프로는 로스티드 아몬드 트뤼프(Roasted Almond Truffe), 프렌치 바닐라 트뤼프 (French Vanilla Truffe), 딸기 트뤼프 (Strawberry Truffe)등이 있다.

#### 프랄린(Pralines)
고디바의 프랄린은 종류와 형태가 다양하다. 하트모양의 프랄린 하트가 밀크초콜릿, 화이트초콜릿 두 가지 맛으로 제작된다. 빗방울 모양의 레인드랍(raindrop)또한 아몬드와 밀크 초콜릿의 결합, 그리고 개암과 화이트 초콜릿의 결합으로 제작된다. 그 외에도 오픈오이스터 등 조개껍질을 형상화 한 종류도 있다.

#### 솔리드(Solids)
정 사각형의 얇은 모양의 초콜릿으로 제작되며 네모 하나 하나가 개별 포장되어있다. 종류는 화이트, 밀크, 카카오 50% 다크 초콜릿, 카카오 72% 다크 초콜릿, 그리고 민트맛이 함유된 민트 초콜릿 등이 있다.

#### 리큐어 (Liquer)
오리지널, 화이트 초콜릿,모카, 밀크 초콜릿 등 다양한 초콜릿 맛을 섞어 만든 리큐어를 생산하여 판매하고 있다.

## 매장
2012년 12월 현재 한국에는 면세점과 고디바 매장에서 구입이 가능하다. 한국 고디바 매장은 신사동 가로수길 과 현대백화점 무역점, 그리고 광화문역 부근 등에 위치해있다. 북미 (미국, 캐나다), 유럽 (영국, 프랑스, 벨기에 등), 및 아시아 (홍콩, 싱가포르, 말레이시아, 일본 등)에 270개가 넘는 매장을 가지고 있고 2000개가 넘는 상점에서 구입이 가능하다.
매장 방문 외에도 고디바공식몰을 통해 주문할 수 있다.

## 같이 보기
- 초콜릿